# برايان روبرتس (لاعب كرة قدم)
برايان روبرتس (بالإنجليزية: Brian Roberts)‏ (6 نوفمبر 1955 بمانشستر في المملكة المتحدة - ) هو لاعب كرة قدم بريطاني في مركز الدفاع. لعب مع برمنغهام سيتي وكوفنتري سيتي ووولفرهامبتون واندررز ونادي هيرفورد.

## وصلات خارجية
- برايان روبرتس على موقع قاعدة بيانات كرة القدم.إي يو (الإنجليزية)